# 巴黎中心

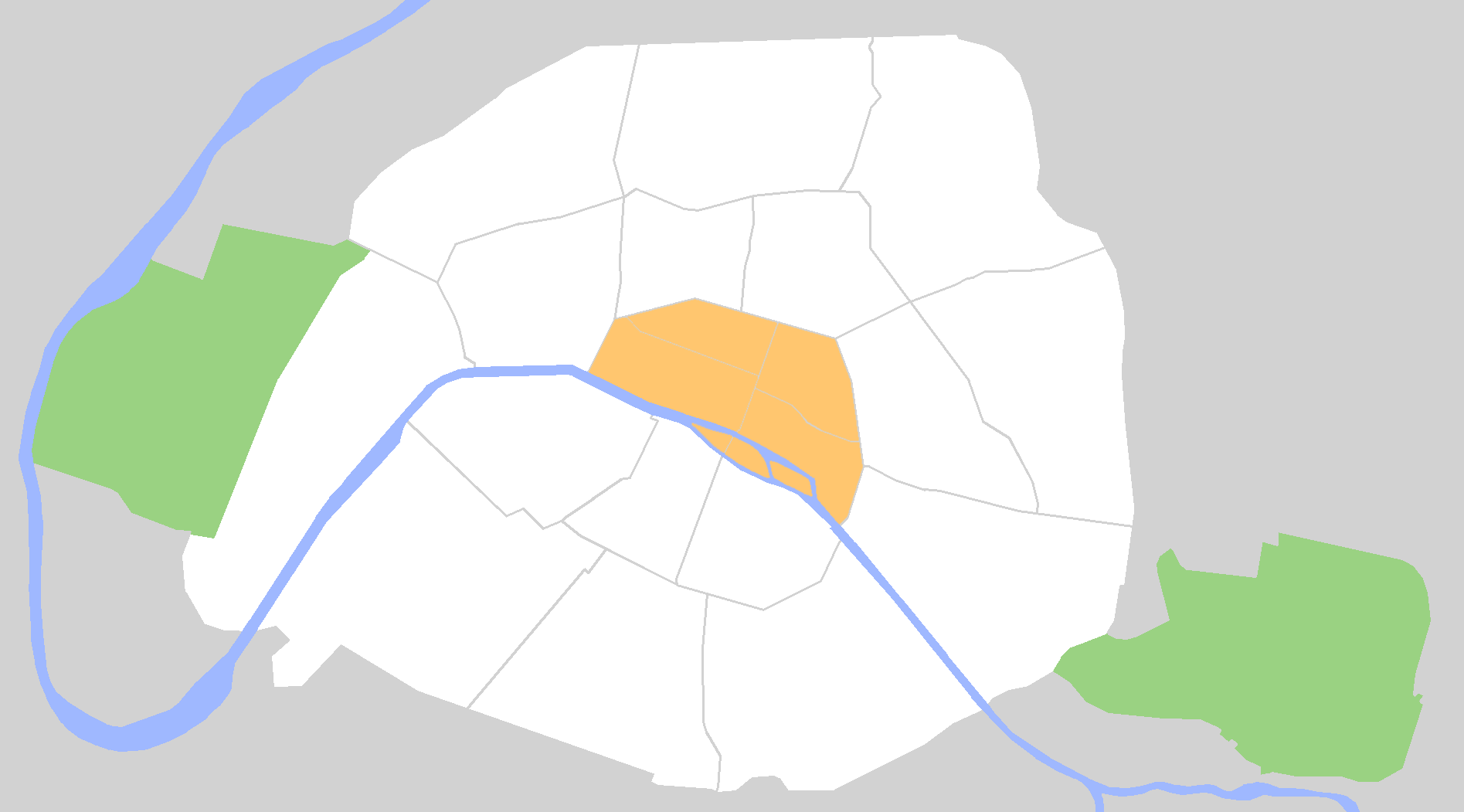
轄區範圍

巴黎中心（Paris Centre）是巴黎市的行政區，包括第一區、第二區、第三區和第四區。
2018年10月，該區域66,791名登記選民舉行了一場公投，以選出行政區的新名稱。「巴黎中心」（Paris Centre）獲得56.7%的選票、「巴黎之心」（Cœur de Paris）獲得31.8%的選票、「巴黎1234」（Paris 1234）獲得9%的選票，「巴黎第一區」（Premiers arrondissements de Paris）獲得2.5%的選票。有關區公所的設置地點，50.7%的選民選擇了第三區的區公所，而不是第四區的區公所。另外兩個區公所因規模太小而未列入備選。
巴黎中心在2020年第一次參加市政選舉。前第四區區長Ariel Weil當選區長。